# The Wild
The Wild – siódmy studyjny album amerykańskiego rapera Raekwona, członka formacji Wu-Tang Clan wydany 24 marca 2017 nakładem wytwórni Ice H20 Records i Empire Distribution.

## Lista utworów
Lista według Discogs:
| Nr  | Tytuł utworu                           | Producent                        | Długość |
| --- | -------------------------------------- | -------------------------------- | ------- |
| 1.  | „The Wild Intro”                       | RoadsArt                         | 1:47    |
| 2.  | „This Is What It Comes Too”            | Xtreme                           | 2:47    |
| 3.  | „Nothing”                              | Frank G                          | 2:58    |
| 4.  | „Skit (Bang Head Right)”               | —                                | 0:55    |
| 5.  | „Marvin” (gościnnie Cee Lo Green)      | Frank G                          | 4:06    |
| 6.  | „Can't You See”                        | RoadsArt                         | 3:13    |
| 7.  | „My Corner” (gościnnie Lil Wayne)      | G Sparkz                         | 4:29    |
| 8.  | „Skit (Fuck You Up Card)”              | —                                | 0:53    |
| 9.  | „M&N” (gościnnie P.U.R.E)              | Dame Grease                      | 2:20    |
| 10. | „Visiting Hour” (gościnnie Andra Day)  | Mally the Martian i Dan the Band | 3:17    |
| 11. | „Skit (Bang Fall Down)”                | —                                | 0:34    |
| 12. | „The Reign”                            | Mark Henryi MK Beatz             | 4:49    |
| 13. | „Crown of Thorns”                      | J. Dot                           | 3:10    |
| 14. | „Purple Brick Road” (gościnnie G-Eazy) | J.U.S.T.I.C.E. League            | 4:00    |
| 15. | „You Hear Me”                          | RoadsArt                         | 2:21    |
| 16. | „Bang Outro”                           | —                                | 1:25    |
|     |                                        |                                  | 43:04   |